# Viktória Kužmová
Viktória Kužmová (nació el 11 de mayo de 1998) es una jugadora de tenis eslovaca.
Su mejor clasificación en la WTA hasta la fecha, ha sido la número 43, lograda en marzo de 2019. En marzo de 2019, alcanzó el número 27 del mundo en la categoría de dobles. Hasta la fecha, ha ganado 4 título de dobles a nivel WTA y 14 títulos individuales y 6 de dobles en el circuito ITF.
Tras jugar y pasar la fase de clasificación, Viktoria hizo su debut en un Grand Slam en el US Open 2017.
Hacia el 2 de noviembre de 2024 se encuentra en el puesto 242 del Ranking WTA.
Ganó el Future de Italia 08 A a Robin Anderson (EE. UU.) 6-2 6-3 el 17 de marzo de 2024.
Ganó el W25 Otocec 02A a Valeriya Savinys (Rusia) 6-0 6-3 el 31 de marzo de 2024.
Ganó el W15 Castellon27A a Natalia Stevanovic (Serbia) el 14 de julio de 2024 por 6-2 3-6 6-4.

## Títulos WTA (5; 0+5)

### Dobles (5)
| Leyenda                                |
| -------------------------------------- |
| Grand Slam (0)                         |
| Juegos Olímpicos (0)                   |
| WTA Finals (0)                         |
| P. Mandatory & Premier 5, WTA 1000 (0) |
| Premier, WTA 500 (0)                   |
| International, WTA 250 (5)             |

| N.º | Fecha                 | Torneo   | Superficie    | Pareja            | Oponentes en la final                  | Resultado           |
| --- | --------------------- | -------- | ------------- | ----------------- | -------------------------------------- | ------------------- |
| 1.  | 3 de mayo de 2019     | Praga    | Tierra batida | Anna Kalinskaya   | Nicole Melichar Květa Peschke          | 4-6, 7-5, [10-7]    |
| 2.  | 21 de julio de 2019   | Bucarest | Tierra batida | Kristýna Plíšková | Jaqueline Cristian Elena-Gabriela Ruse | 6-4, 7-6(3)         |
| 3.  | 7 de marzo de 2021    | Lyon     | Dura (i)      | Arantxa Rus       | Eugénie Bouchard Olga Danilović        | 3-6, 7-5, [10-7]    |
| 4.  | 12 de febrero de 2023 | Linz     | Dura (i)      | Natela Dzalamidze | Anna-Lena Friedsam Nadiia Kichenok     | 4-6, 7-5, [12-10]   |
| 5.  | 7 de enero de 2024    | Auckland | Dura          | Anna Danilina     | Marie Bouzková Bethanie Mattek-Sands   | 6-3, 6-7(5), [10-8] |

#### Finalista (4)
| N.º | Fecha                | Torneo           | Superficie | Pareja            | Oponentes en la final                  | Resultado   |
| --- | -------------------- | ---------------- | ---------- | ----------------- | -------------------------------------- | ----------- |
| 1.  | 3 de febrero de 2019 | San Petersburgo  | Dura (i)   | Anna Kalinskaya   | Margarita Gasparyan Ekaterina Makarova | 5-7, 5-7    |
| 2.  | 7 de febrero de 2021 | Melbourne II     | Dura       | Anna Kalinskaya   | Shuko Aoyama Ena Shibahara             | 3-6, 4-6    |
| 3.  | 18 de julio de 2021  | Praga            | Dura       | Nina Stojanović   | Marie Bouzková Lucie Hradecká          | 6-7(3), 4-6 |
| 4.  | 17 de junio de 2023  | 's-Hertogenbosch | Hierba     | Tereza Mihalíková | Shuko Aoyama Ena Shibahara             | 3-6, 3-6    |

## Títulos ITF

### Individual: 14
| Leyenda             |
| ------------------- |
| Torneos de $100,000 |
| Torneos de $75,000  |
| Torneos de $60,000  |
| Torneos de $25,000  |
| Torneos de $15,000  |
| Torneos de $10,000  |

| Títulos por superficie |
| ---------------------- |
| Dura (8)               |
| Tierra batida (4)      |
| hierba (1)             |
| Carpet (1)             |

| N.º | Date                     | Tournament                       | Surface       | Opponent                   | Score         |
| --- | ------------------------ | -------------------------------- | ------------- | -------------------------- | ------------- |
| 1.  | 19 de octubre de 2014    | Heraklion, Greece                | Dura          | Barbara Haas               | 6-4, 6-3      |
| 2.  | 12 de abril de 2015      | Heraklion, Greece                | Dura          | Valentini Grammatikopoulou | 6-3, 6-4      |
| 3.  | 10 de mayo de 2015       | Antalya, Turkey                  | Dura          | Alyona Sotnikova           | 6-3, 7-6(5)   |
| 4.  | 27 de septiembre de 2015 | Sharm El Sheikh, Egypt           | Dura          | Freya Christie             | 7-6(4), 7-5   |
| 5.  | 5 de octubre de 2015     | Sharm El Sheikh, Egypt           | Dura          | Lu Jiaxi                   | 6-2, 6-1      |
| 6.  | 6 de marzo de 2016       | Sharm El Sheikh, Egypt           | Dura          | Varvara Flink              | 4-6, 6-2, 6-1 |
| 7.  | 2 de julio de 2016       | Banja Luka, Bosnia y Herzegovina | Tierra batida | Manca Pislak               | 6-0, 6-1      |
| 8.  | 10 de julio de 2016      | Niš, Serbia                      | Tierra batida | Mira Antonitsch            | 6-1, 6-2      |
| 9.  | 18 de septiembre de 2016 | Lubbock, United States           | Dura          | Freya Christie             | 6-0, 7-5      |
| 10. | 12 de marzo de 2017      | Mildura, Australia               | hierba        | Katie Boulter              | 6-2, 6-4      |
| 6.  | 9 de abril de 2017       | Estambul, Turkey                 | Dura          | Viktoriya Tomova           | 4-6, 6-4, 2-6 |
| 11. | 22 de julio de 2017      | Imola, Italy                     | Carpet        | Stefania Rubini            | 6-3, 6-3      |
| 12. | 18 de marzo de 2018      | Shenzhen, China                  | Dura          | Anna Kalinskaya            | 7-5, 6-3      |
| 13. | 20 de mayo de 2018       | Trnava, Slovakia                 | Tierra batida | Verónica Cepede Royg       | 6-4, 1-6, 6-1 |
| 14. | 15 de julio de 2018      | Budapest, Hungary                | Tierra batida | Ekaterina Alexandrova      | 6-3, 4-6, 6-1 |

### Dobles: 6
| Legend               |
| -------------------- |
| $100,000 tournaments |
| $75,000 tournaments  |
| $60,000 tournaments  |
| $25,000 tournaments  |
| $15,000 tournaments  |
| $10,000 tournaments  |

| Finals by surface |
| ----------------- |
| Dura (6)          |
| Tierra batida (0) |
| hierba (0)        |
| Carpet (0)        |

| N.º | Date                     | Tournament                | Surface  | Partner             | Opponents                            | Score                  |
| --- | ------------------------ | ------------------------- | -------- | ------------------- | ------------------------------------ | ---------------------- |
| 1.  | 12 de octubre de 2015    | Heraklion, Greece         | Dura     | Raluca Șerban       | Steffi Distelmans Kelly Versteeg     | 6-2, 6-0               |
| 2.  | 26 de enero de 2016      | Antalya, Turkey           | Dura     | Petra Uberalová     | Lina Gjorcheska Ioana Loredana Rosca | 7-6(3), 6-7(6), [10-5] |
| 3.  | 3 de octubre de 2016     | Toowoomba, Australia      | Dura     | Dalma Gálfi         | Gabriela Cé Tereza Mihalíková        | 6-4, 7-6(4)            |
| 4.  | 17 de septiembre de 2017 | Batumi, Georgia           | Dura     | Ysaline Bonaventure | Tatia Mikadze Sofia Shapatava        | 6-1, 6-3               |
| 5.  | 17 de marzo de 2018      | Shenzhen, China           | Dura     | Anna Kalinskaya     | Danka Kovinić Wang Xinyu             | 6-4, 1-6, [10-7]       |
| 6.  | 31 de marzo de 2018      | Croissy-Beaubourg, France | Dura (i) | Anna Kalinskaya     | Petra Krejsová Jesika Malečková      | 7-6(5), 6-1            |